# Donauvorstendommen

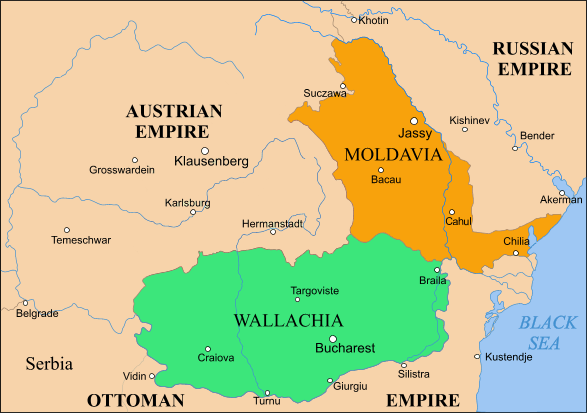
De Donauvorstendommen en Transylvania in het midden van de 19e eeuw

Donauvorstendommen is de verzamelnaam voor de vorstendommen Walachije (Roemeens: Țara Românească, letterlijk: "Het Roemeense Land") en Moldavië (Moldova). Beide vorstendommen zijn in 1859 opgegaan in de moderne staat Roemenië (România).
Walachije en Moldavië zijn gesticht in de 14e eeuw en zijn beide lange tijd vazalstaten geweest van Hongarije, Polen of het Ottomaanse Rijk. Beide staten werden geregeerd door een prins of vorst (Roemeens: voievod of domn/domnitor) die in beginsel werd gekozen door de divan, een verzameling van leidende edellieden. Om in aanmerking te komen voor de post van prins was het in beginsel nodig dat de kandidaat op een of andere manier verwant was met de regerende familie, hoewel het principe van primogenituur ontbrak. Hierdoor werd de politieke situatie steeds onstabieler in de Donauvorstendommen en vanaf 1711 werden de vorsten direct benoemd door de Verheven Porte, d.i. de Ottomaanse regering te Constantinopel. Deze vorsten waren Grieken uit Constantinopel en worden ook wel Fanarioten genoemd, naar het stadsdeel Fener in Istanboel waar deze prinsen vandaan kwamen.
De opstand van 1821 onder leiding van Tudor Vladimirescu maakte een einde aan het hopeloos corrupte en impopulaire bewind der Fanarioten. In 1859 kozen de parlementen van Walachije en Moldavië een gezamenlijke heerser: Alexander Johan Cuza (Alexandru Ioan Cuza) en verenigden beide landen zich tot de Verenigde Vorstendommen van Roemenië (Principatele Unite Române).
Een deel van het oude vorstendom Moldavië behoort tegenwoordig tot de onafhankelijke republiek Moldavië. Kleinere delen behoren sinds het einde van de Tweede Wereldoorlog tot Oekraïne.